# Tega (wieś)
Tega – wieś w Rumunii, w okręgu Buzău, w gminie Pănătău. W 2011 roku liczyła 250 mieszkańców.